# Saarisjärvi (sjö i Pielavesi, Norra Savolax)
Saarisjärvi är en sjö i kommunen Pielavesi i landskapet Norra Savolax i Finland. Den är 3,9 meter djup. Arean är 37 hektar och strandlinjen är 3,17 kilometer lång. Sjön  ingår i Kymmene älvs huvudavrinningsområde.   Den ligger omkring 76 kilometer nordväst om Kuopio och omkring 370 kilometer norr om Helsingfors. 
I sjön finns ön Isosaari. 